# Wolfgang Süß (Politiker, 1940)
Wolfgang Süß (* 10. Februar 1940 in Magdeburg) ist ein deutscher Pharmazeut sowie Politiker (DDR-CDU, ab 1990 CDU) und war zwischen 1990 und 1994 Mitglied des Sächsischen Landtages.

## Leben
Nach der Grundschule in Magdeburg machte Wolfgang Süß eine Apothekenfacharbeiterausbildung. Er besuchte die Abendoberschule in Magdeburg und absolvierte dort sein Abitur. Es folgte ein Studium der Pharmazie in Jena mit dem Staatsexamen im Jahr 1963. Danach arbeitete er als Wissenschaftlicher Assistent und Oberassistent am Pharmazeutischen Institut der Universität Jena. Im Jahr 1968 promovierte er zum Dr. rer. nat.
Ab 1969 war Süß Chefapotheker an den Kliniken Hubertusburg Wermsdorf. Im Jahr 1976 erhielt er die staatliche Anerkennung als Fachapotheker für Arzneimitteltechnologie. 1980 erfolgte die Promotion zum Dr. sc. nat.
Zwischen 1987 und 1990 war Wolfgang Süß ehrenamtliches Mitglied im Präsidium der Pharmazeutischen Gesellschaft. Ab 1984 war er ehrenamtliches Vorstandsmitglied der Fachgesellschaft Arzneimitteltechnologie. Von März bis Oktober 1990 war er ehrenamtlicher Präsident des Verbandes der Krankenhausapotheker (ADKA–DDR) und ab Oktober 1990 ehrenamtliches Vorstandsmitglied im Bundesverband Deutscher Krankenhausapotheker. Darüber hinaus ist er seit 1990 ehrenamtlicher Vorsitzender der Gesellschaft Königlich-Sächsisches Jagdschloss Hubertusburg.
Süß ist evangelisch, verheiratet und hat zwei Kinder.

## Politik
Wolfgang Süß war von 1978 bis 1980 Ortsgruppenvorsitzender der DDR-Blockpartei CDU. Von 1977 bis 1987 war er Elternbeiratsmitglied. Ab 1990 war er Mitglied im Kreistag Oschatz und Mitglied des CDU-Kreisvorstandes Oschatz.
Im Oktober 1990 wurde Süß über den Wahlkreis 18 (Oschatz – Döbeln II) mit 52,6 Prozent der Stimmen in den Sächsischen Landtag gewählt. Er gehörte ihm für eine Wahlperiode bis 1994 an und war Mitglied im Ausschuss für Wissenschaft und Hochschulen sowie im Ausschuss für Soziales, Gesundheit, Familie und Frauen.

## Belege
- Klaus-Jürgen Holzapfel (Hrsg.): Sächsischer Landtag: 1. Wahlperiode, 1990–1994; Volkshandbuch. NDV Neue Darmstädter Verlagsanstalt, Rheinbreitbach 1991, ISBN 3-87576-265-7. S. 63 (Ausschüsse: S. 91 f.). (Stand Mai 1991)

| Personendaten    | Personendaten                                          |
| ---------------- | ------------------------------------------------------ |
| NAME             | Süß, Wolfgang                                          |
| KURZBESCHREIBUNG | deutscher Pharmazeut und Politiker (DDR-CDU, CDU), MdL |
| GEBURTSDATUM     | 10. Februar 1940                                       |
| GEBURTSORT       | Magdeburg                                              |